# Липовка (приток Воронежа)
Ли́повка — река в России, протекает по территории Липецка. Дала название городу. Протекает через всю его территорию. Длина — 3,3 км. Площадь водосборного бассейна — 57 км².
Липовка ещё в начале XX века была полноводной рекой. Сегодня значительно обмелела и местами высохла. Водная часть — между районом путепровода по улице Терешковой и рекой Воронежем.
В 1700 году по указу Петра I на реке был построен чугунолитейный завод. Плотина завода дала начало Комсомольскому пруду, который и сегодня украшает центр города.

Река Липовка у Сапёрного спуска

Значительная часть протекает по урочищу Каменный Лог. После Саперного спуска на ней сделан Комсомольский пруд с фонтанами. Далее река превращена в прямой канал вплоть до устья. На этом участке через неё переброшены несколько мостов, из них автомобильные по Советской, Первомайской, Октябрьской улицам, между Радиаторной улицей и улицей Калинина, по улице Неделина. Вдоль этого канала проходит набережная — улица Скороходова (быв. Канавная улица). Старое русло реки Липовки сохраняется на территории Нижнего парка (от Петровского проезда возле санатория, через Липецкий зоопарк).
По Липовке называется Липовская улица.
В последнее время ведётся расчистка русла канала Липовки.